# Штучно створені мови
Штучні мови або Вигадані мови — мови, якими реально ніхто не розмовляв, вигадані в рамках якогось художнього твору, щоб додати реалізму у вигаданий світ, або для досягнення естетичного чи гумористичного ефекту. Деякі вигадані мови, наприклад ельфійська мова, придумана Дж. Толкіном та клінгонська мова, вигадана Марком Окрандом для фантастичного серіалу «Зоряний шлях», є настільки опрацьованими, що їх можна віднести до штучних.